# Kartódromo AMF Vila Real
O Kartódromo Vila Real é um kartódromo para a prática de karting situado em Vila Real, a cerca de 2 km do centro da cidade de Vila Real, no norte de Portugal. Este espaço foi inaugurado em 2004 Pela empresa detentora do empreendimento AMF Florestal, Turismo e Aviação Lda. que aposta neste espaço não como um só mas como parte de um empreendimento turistico de qualidade em crescimento(Federação Portuguesa de Automobilismo e Karting). Neste espaço relizam-se o campeonato nacional de karting assim como inumeras provas de karting , motos , minibike, bicicleta etc.

## Descrição
A pista tem 1000 metros de comprimento e 10 metros de largura na sua maior extensão. O Kartódromo possui ainda varios espaços de apoio: Espaço Multiusos;Hangar;Boxes;Bancada;3 Esplanadas; Snack Bar ; Loja ; Oficinas; Garagem; Parque Estacionamento e outros. A pista é homologada pela FPAK com o grau 1 para provas nacionais e lazer.

## Outras Actividades
A Empresa AMF aluga não só o kartódromo como todo o espaço envolvente (complexo multiusos) para realização de eventos a empresas e particulares, contando já com inumeros eventos anuais, que contribuem para a animação e lazer da cidade
LaserGame
Karting
Sumo Wresling
Festas de Aniversário
Despedidas de solteiro
Baptismo de Vôo de Aviâo e Helicopetro